# 熟成
| ウィキペディアには「熟成」という見出しの百科事典記事はありません（タイトルに「熟成」を含むページの一覧/「熟成」で始まるページの一覧）。 代わりにウィクショナリーのページ「熟成」が役に立つかもしれません。 |